# Tunnel van Riqueval

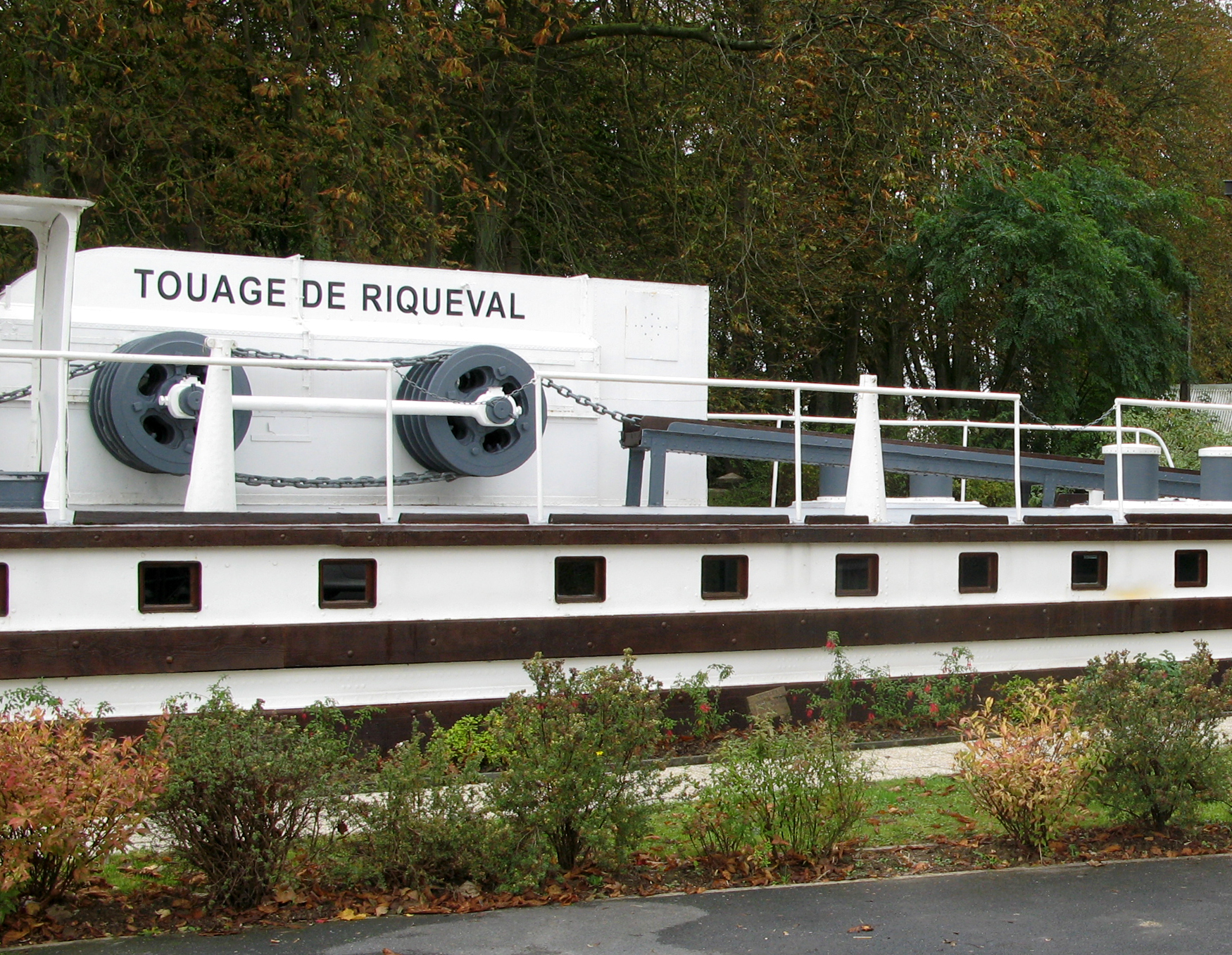
Detail van het kettingmechanisme

De Tunnel van Riqueval is een scheepvaarttunnel in het Franse departement Aisne in de gemeente Bellicourt. Het is een onderdeel van het kanaal van Saint-Quentin en de tunnel verbindt het gehucht Riqueval met Le Catelet. Het loopt onder de dorpen Bellicourt en Bony.

## Geschiedenis
De eerste plannen voor de tunnel dateerden al van 1768 en er was toen voorzien om één tunnel van 13,7 km aan te leggen tussen Le Tronquoy en Vendhuile. Toen bijna de hele gang gegraven was werd het werk onderbroken. In 1801 startte onder Napoleon I het project opnieuw. Uiteindelijk werden er twee tunnels gegraven, een van 1098 meter in Le Tronquoy en een van 5670 meter in Bellicourt. Deze tunnels werden gebouwd als deel van het kanaal van Saint-Quentin, in opdracht van Napoleon Bonaparte, die in april 1810 het kanaal ook geopend heeft.
De tunnel was lang en donker en oorspronkelijk moesten schepen er door gejaagd worden. Dit gebeurde aanvankelijk met mankracht, zeven à acht mannen trokken in twaalf tot veertien uur een schip door de tunnel.
Later werd dit met mijnpaarden (die gewend waren aan het donker) gedaan, wat de jaagtijd belangrijk verkortte tot zo'n zes à zeven uur.

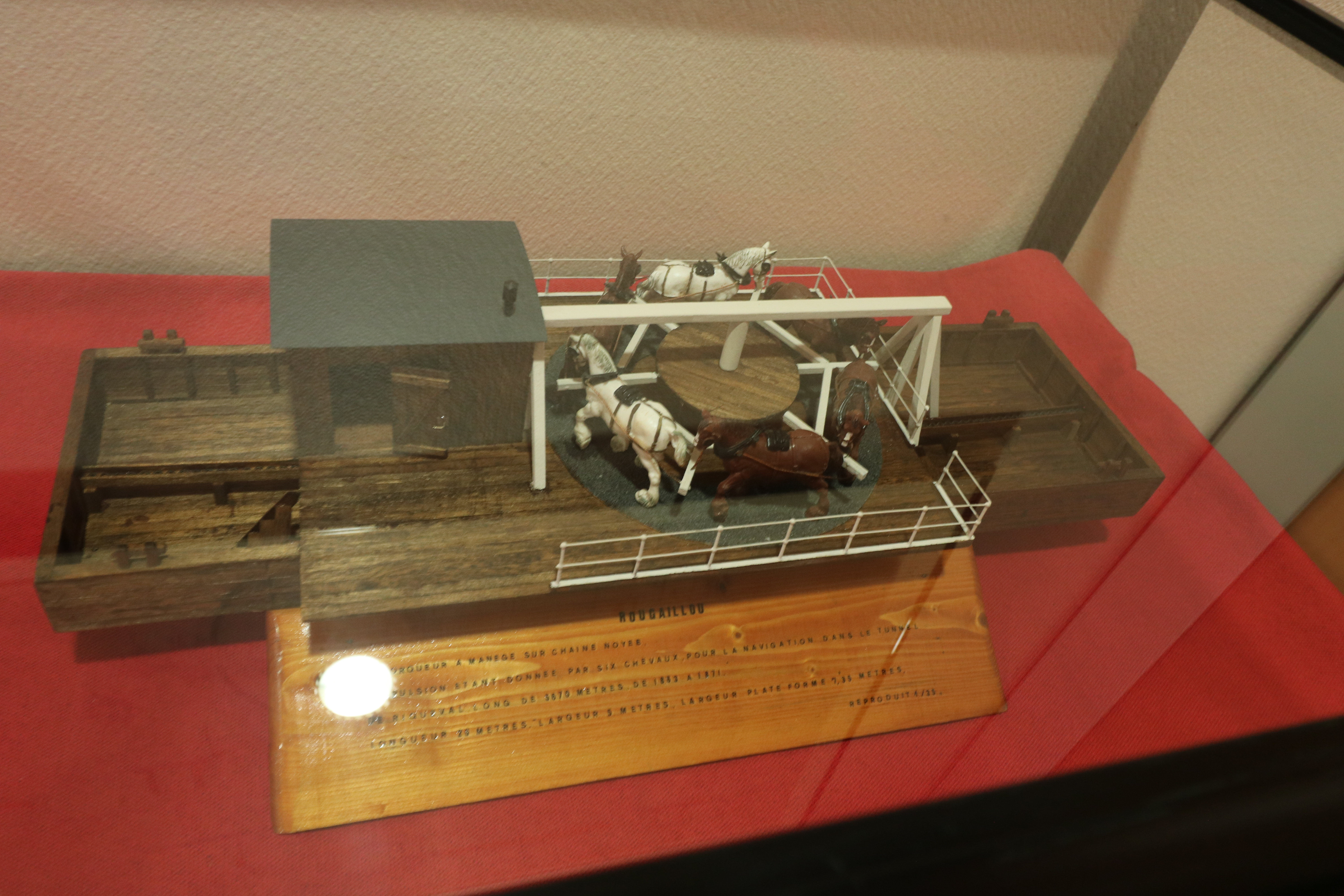
Model van Rougaillou, de eerste sleepboot op paardenkracht

Vanaf 1856 kwam er een eerste sleepboot, de Rougaillou, aangedreven door zes tot acht paarden op een carrousel die een lier aandreef. Dit duurde echter niet lang omdat de paarden niet gewend waren in het donker rondjes te lopen.

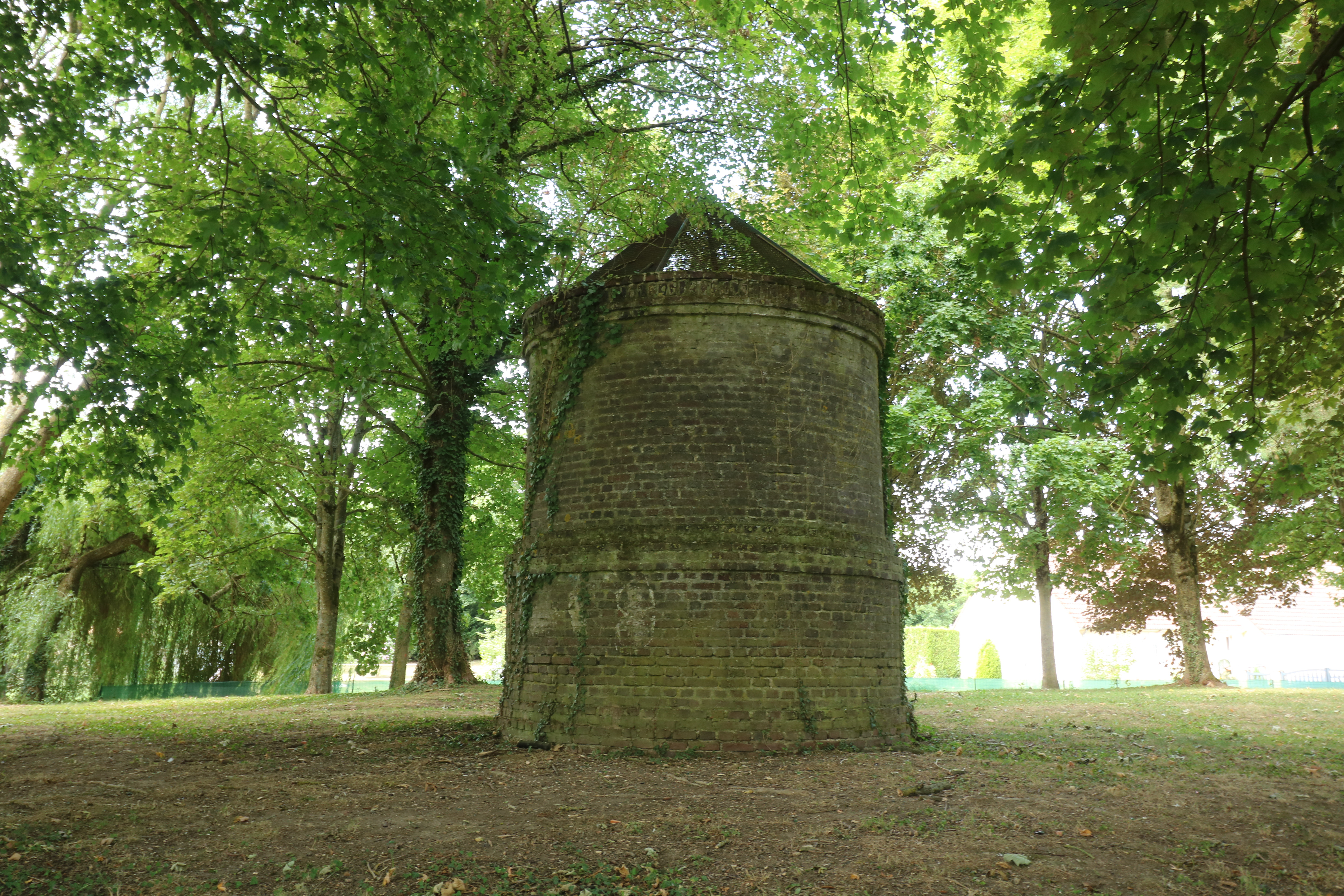
Een van de ontluchtingsschoorstenen

In 1864 kwam er een door stoommachine aangedreven sleepboot. Ondanks de ventilatiegaten in het dak van de tunnel, leidde dit tot verstikkingsproblemen door de rook, een keer zelfs tot de dood van alle opvarenden van een konvooi.
Vanaf 1910 kwam een elektrische sleepboot in gebruik. Tot 1985 trok deze de schepen door zowel de tunnel van Riqueval als de zuidelijker gelegen Tunnel van Tronquoy, sindsdien mag deze laatste (veel kortere) tunnel vrij bevaren worden door dieselschepen - wel is er een afwisselend eenrichtingsverkeer.
Het is tegenwoordig, samen met de tunnel van Mauvages op het Marne-Rijnkanaal, de enige tunnel waar de schepen door middel van een zogenaamde toueur door de tunnel worden gesleept.
De tunnel, de heuvel waar deze doorheen gaat en de sleuf die het kanaal aan beide kanten vormt, waren een belangrijk onderdeel van de Hindenburglinie in de Eerste Wereldoorlog. In de tunnel hadden de Duitsers een aantal tot hospitaal omgebouwde schepen gelegd. Direct bovenop de tunnel ligt het Somme American Cemetery and Memorial.

## Toueur
Omdat ventilatie van de uitlaatgassen in de tunnel van Riqueval niet mogelijk is, dienen de schepen doorheen de tunnel getrokken te worden. Dit wordt gedaan met een toueur (Franse voor trekker)
De toueur haalt een ketting op van de bodem van de tunnel en trekt zichzelf en zijn aangekoppelde sleep voort langs de ketting. Achter de toueur verdwijnt de ketting terug naar de bodem van de tunnel. De ketting in de tunnel van Riqueval is 8045 meter lang en is aan beide uiteinden van de tunnel op de oever van het kanaal verankerd. De ganse ketting weegt 96 ton.

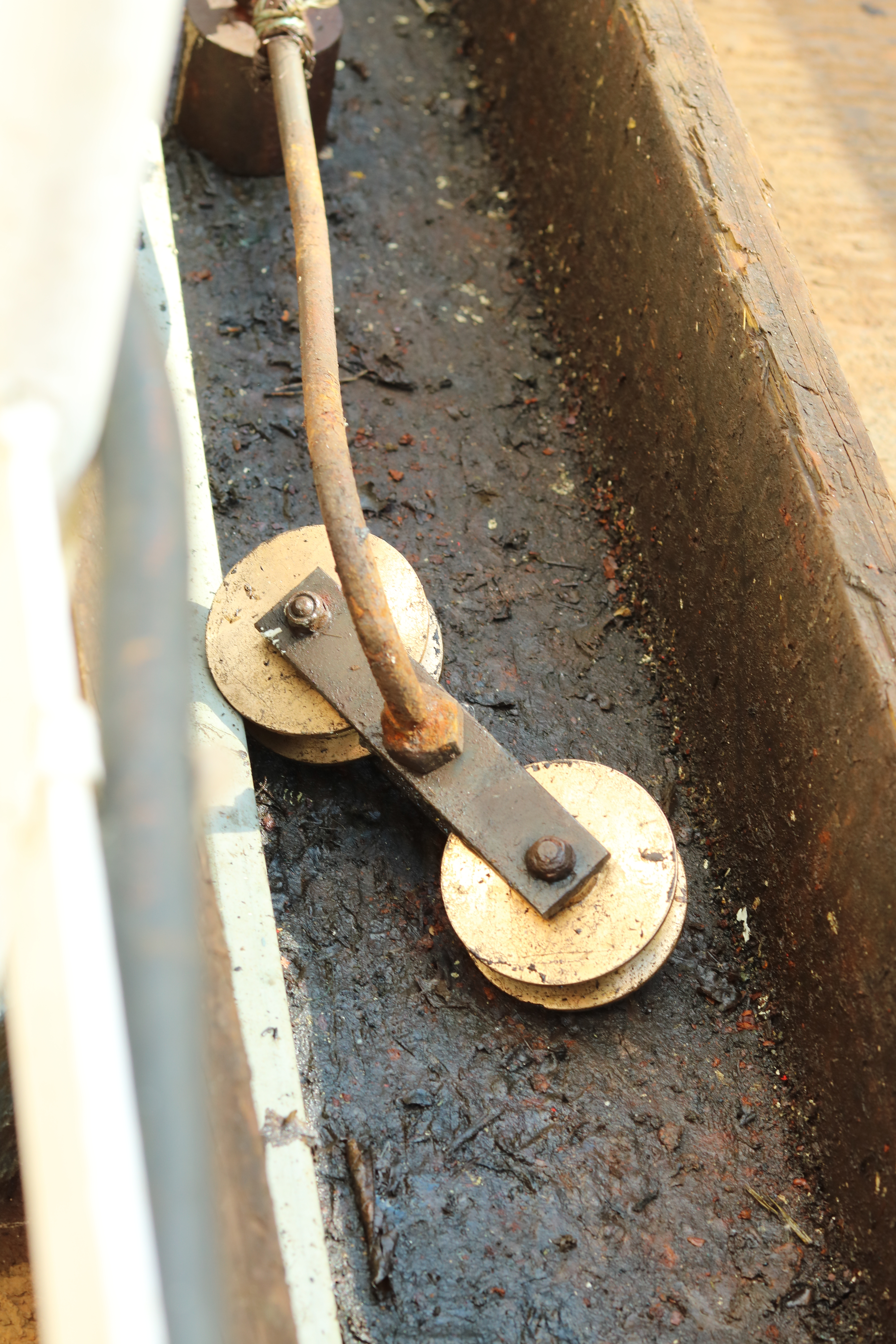
Trolleywiel

 Boven het kanaal is, in de tunnel en ongeveer 1,5 km aan beide uiteinden, een dubbele trolleydraad met 600 V gelijkspanning aangebracht. Hiervan wordt er maar één tegelijk gebruikt, de retourstroom gebeurt via de ketting en de romp van het schip.

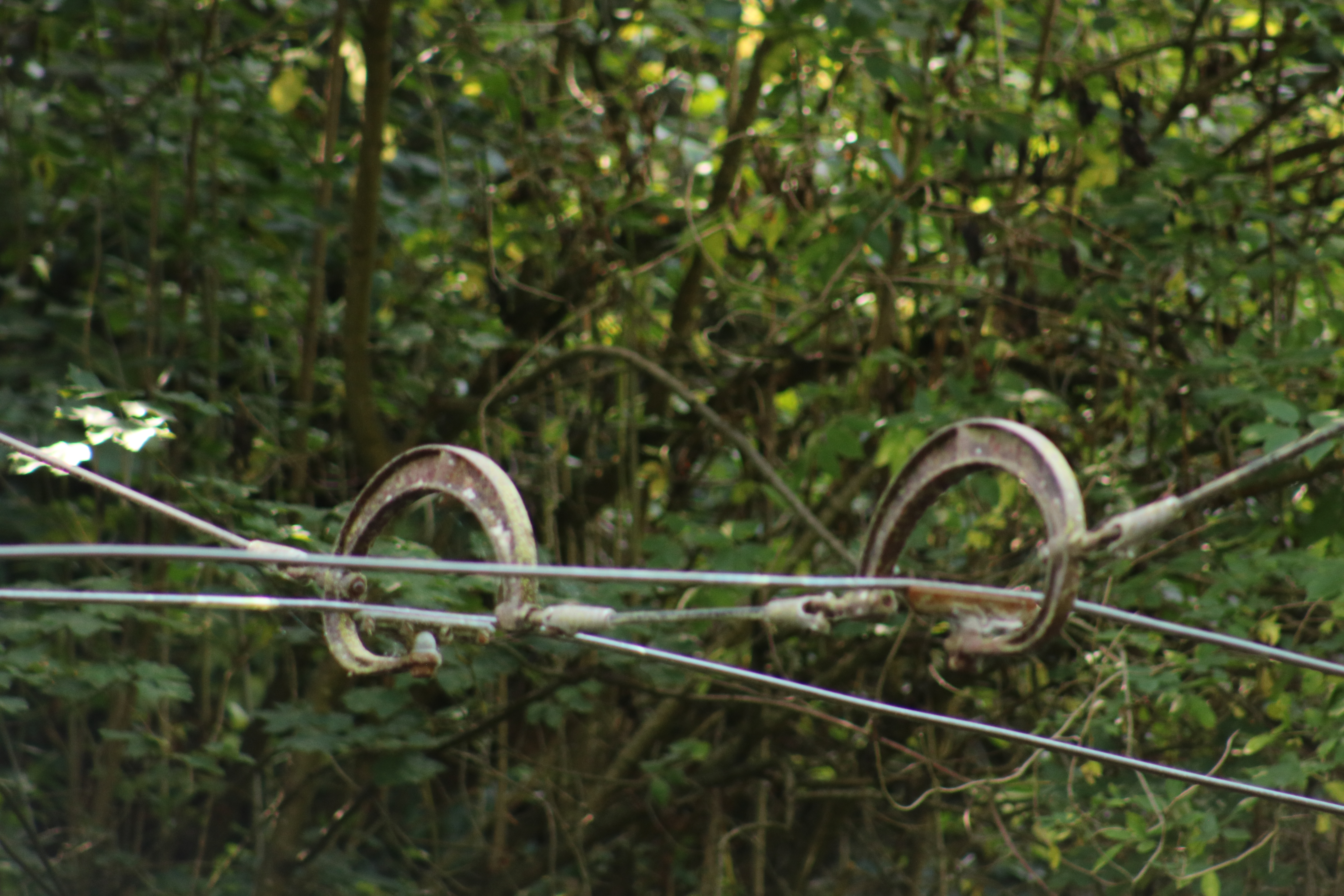
Detail van de trolleydraden. Hier wordt maar één tegelijk van gebruikt, retourstroom gaat via de ketting en de romp van de sleepboot

De toueurs hebben een benedendekse besturing als een klassieke tram (met schakelaar die via weerstandsbanken de serie- en parallelstanden inschakelt) en kan via een stuurmechanisme de ketting meer naar links en rechts ophalen en neerleggen. De ketting loopt viermaal over twee rollen en wordt puur op wrijving voortgetrokken. De toueurs hebben aan elk uiteinde ook een elektrisch bediende schroef, die niet tot voortstuwing dient, maar om de gesleepte schepen op afstand te houden.

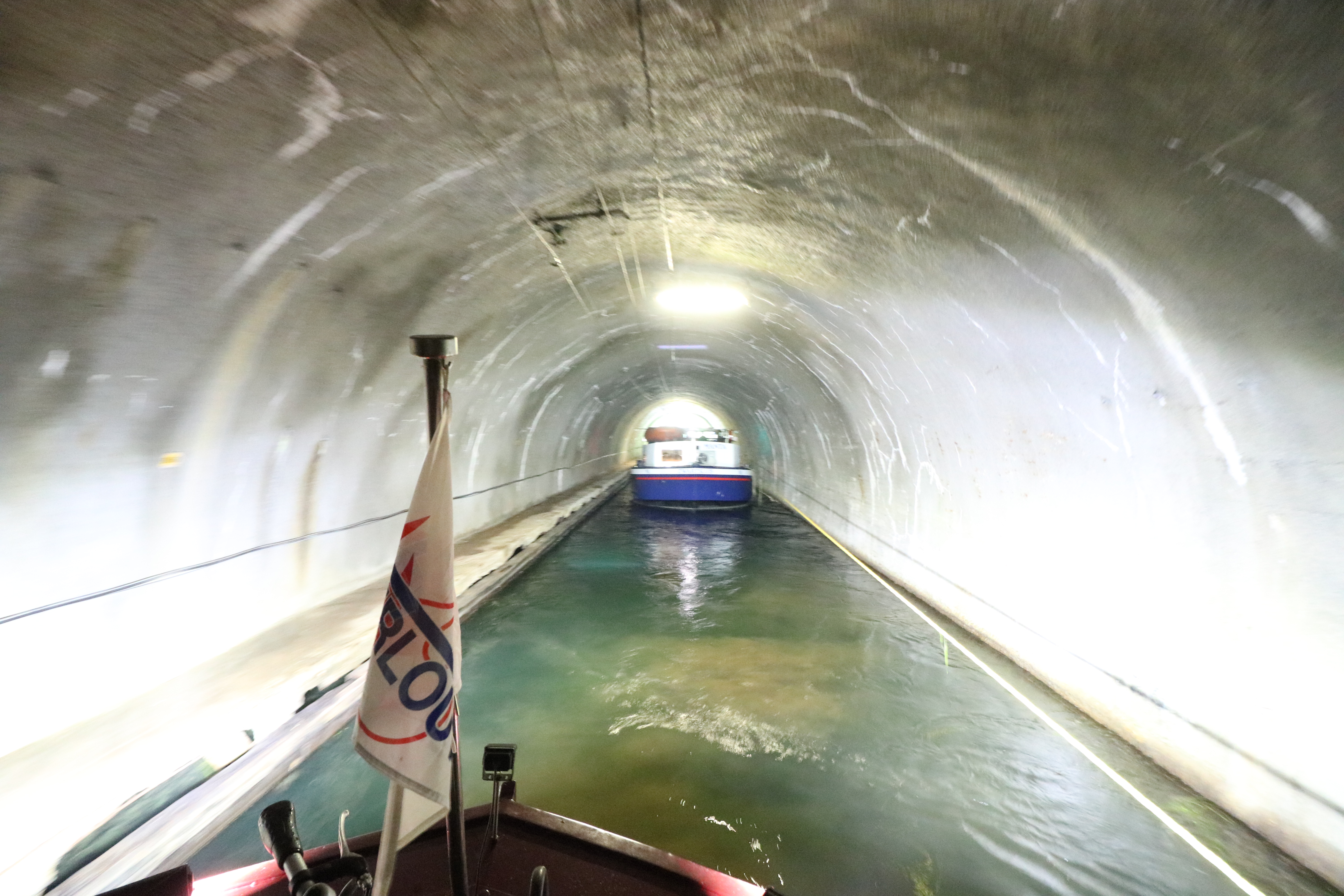
Doortocht door de tunnel

 Een doortocht door de tunnel gaat met ongeveer 2,5 km/uur en duurt ongeveer twee uur. De "toueur" kan een sleep van maximaal dertig binnenvaartschepen trekken.
De eerste toueur uit 1910, de Ampère I, is in 1994 op het land gelegd boven de zuidelijke tunnelmond, en dient nu als museum. De huidige toueur uit 1924 heeft twee elektromotoren van 35 pk.
De toueur maakt (op aanvraag) één retourvaart per dag (twee op zaterdag) voor de plezierboten en enkele vrachtschepen (gemiddeld één per dag) die nog gebruikmaken van het kanaal.

## Toekomst
De terugval in het scheepvaartverkeer (van 100 schepen per dag tot een tiental), te wijten aan de opening van het Canal du Nord, dat door de meeste schippers wordt verkozen boven het kanaal van Saint-Quentin, heeft de Voies navigables de France ertoe aangezet om een studie te maken van een mechanische ventilatie in de tunnel, waardoor de schepen dan op eigen kracht door de tunnel zullen kunnen varen. Een stuk scheepvaartgeschiedenis in de vorm van een van de laatste toueurs wordt daarmee naar het museum verwezen.
In het Musée de touage in Bellicourt — boven de zuidelijke tunnelmond — kom je meer te weten over de tunnel van Riqueval.

## Televisie
Op zoek naar de connectie tussen Vlaanderen en Bourgogne reisde persfotograaf Michiel Hendryckx met het binnenvaartschip Maria Van Dam in het programma Het Bourgondisch complot van Gent naar Mâcon. Op zijn tocht in Frankrijk passeerde hij ook de tunnel van Riqueval.